# Vilhjálmur Vilmundarson
Vilhjálmur Vilmundarson (ur. 17 kwietnia 1929, zm. 30 marca 2020 w Reykjavíku) – islandzki lekkoatleta, kulomiot.
Podczas igrzysk olimpijskich w Londynie (1948) odpadł w eliminacjach z wynikiem 13,990.
Medalista mistrzostw Islandii (także w rzucie dyskiem) i reprezentant kraju w meczach międzypaństwowych.

## Rekordy życiowe
- Pchnięcie kulą – 14,85 (1948)